# Moluccella laevis
Espèce
Moluccella laevis est une espèce de plantes à fleurs de la famille des Lamiaceae. C'est une plante herbacée à floraison estivale annuelle, originaire de Turquie, de Syrie et du Caucase. En français, on lui donne le nom vernaculaire de molucelle. Elle est aussi connue sous les noms vernaculaires anglophones de Bells-of-Ireland (cloches d'Irlande), Molucca balmis, ou de Shellflower. Elle est cultivée pour ses épis de fleurs. Dans le langage des fleurs, elle représente la chance.
Les minuscules fleurs blanches sont entourées de calices vert pomme persistants. Les feuilles arrondies sont de couleur vert pâle. 
De croissance rapide, Moluccella laevis s'étend sur 1 mètre avec des ramifications érigées de 30 cm.
Membre de la famille des menthes, les fleurs des tiges peuvent être coupées et utilisées à l'état frais ou en arrangements de fleurs séchées. La plante est auto-ensemençante, préfère le plein soleil et l'eau ordinaire, et n'est pas très à l'aise dans les climats chauds et humides.